# Коата на Жофроа
Коатата на Жофроа (Ateles geoffroyi) е вид бозайник от семейство Паякообразни маймуни (Atelidae). Видът е застрашен от изчезване.

## Разпространение и местообитание
Разпространен е в Белиз, Гватемала, Колумбия, Коста Рика, Мексико, Никарагуа, Панама, Салвадор и Хондурас.